# Jerónima Llorente
Jerónima Llorente (Añover de Tajo, 1793/1798 – Madrid, 1848) va ser una actriu espanyola.
Nascuda en una família humil de la localitat d'Añover de Tajo (Toledo), es desconeix la data exacte de naixement de Llorente, que caldria situar a finals de segle xviii, entre 1793 i 1798. Hom afirma que els seus primers passos en el món de l'espectacle van ser com a ballarina, una dada que no ha estat confirmada. Després d'actuar a diversos escenaris de províncies, va entrar com a actriu supernumerària a la companyia teatral dirigida per Juan Grimaldi, associada al Teatre del Príncipe de Madrid, amb la qual va actuar durant les dècades de 1820 i 1830 fins a la temporada de 1831-1832. El seu debut va ser el 30 de març de 1823 al Teatre de la Cruz, a la mateixa capital, representant la tragèdia Virginia. Després actuà com a segona dama de la companyia mentre, alhora, interpretava la primera com a suplent quan aquesta no estava disponible.
El 1831 Llorente va haver de retirar-se temporalment dels escenaris a causa d'haver contret escorbut, una malaltia que va condicionar el seu futur professional. Preocupada per quedar totalment incapacitada per actuar, va demanar al corregidor de Madrid i jutge protector dels teatres d'Espanya que li concedís la jubilació pel seu estat de salut, que amb el temps s'havia agreujat. Tanmateix, finalment, l'actriu va superar la malaltia, però també li va fer perdre algunes dents que va provocar que no pogués fer els mateixos papers que abans. A partir de 1833, Llorente va començar a interpretar papers de primera dama però de personatges ancians. Ben aviat va recollir èxits i va ser reconeguda com una de les millors actrius de la seva època, de fet els majors èxits els va assolir entre 1835 i 1848 com a membre de la companyia de Matilde Díez i Julián Romea i interpretant personatges de Leandro Fernández de Moratín i Manuel Bretón de los Herreros. Llorente, amb les seves dots d'interpretació, va donar rang de primera categoria a uns papers que habitualment ocupaven un lloc secundari a les companyies de teatre.
Va morir a Madrid el 1848. Inicialment enterrada al cementiri de San Sebastián, les seves restes van ser traslladades al Sagramental del cementiri de San Justo el 1934. Des de 1887 té dedicat un carrer al districte de Tetuán de Madrid.